# Чиялек (Старобайсаровское сельское поселение)
 Чиялек  — деревня в Актанышском районе Татарстана. Входит в состав Старобайсаровского сельского поселения.

## География
Находится в восточной части Татарстана на расстоянии приблизительно 30 км по прямой на юг-юго-запад от районного центра села Актаныш у речки Сюнь.

## История
Основана в 1927 году.

## Население
Постоянных жителей было: в 1949—180, в 1958—149, в 1970—184, в 1979—133, в 1989 — 77, в 2002 − 58 (татары 100 %), 42 в 2010.